# Maria Eleonora van Gulik

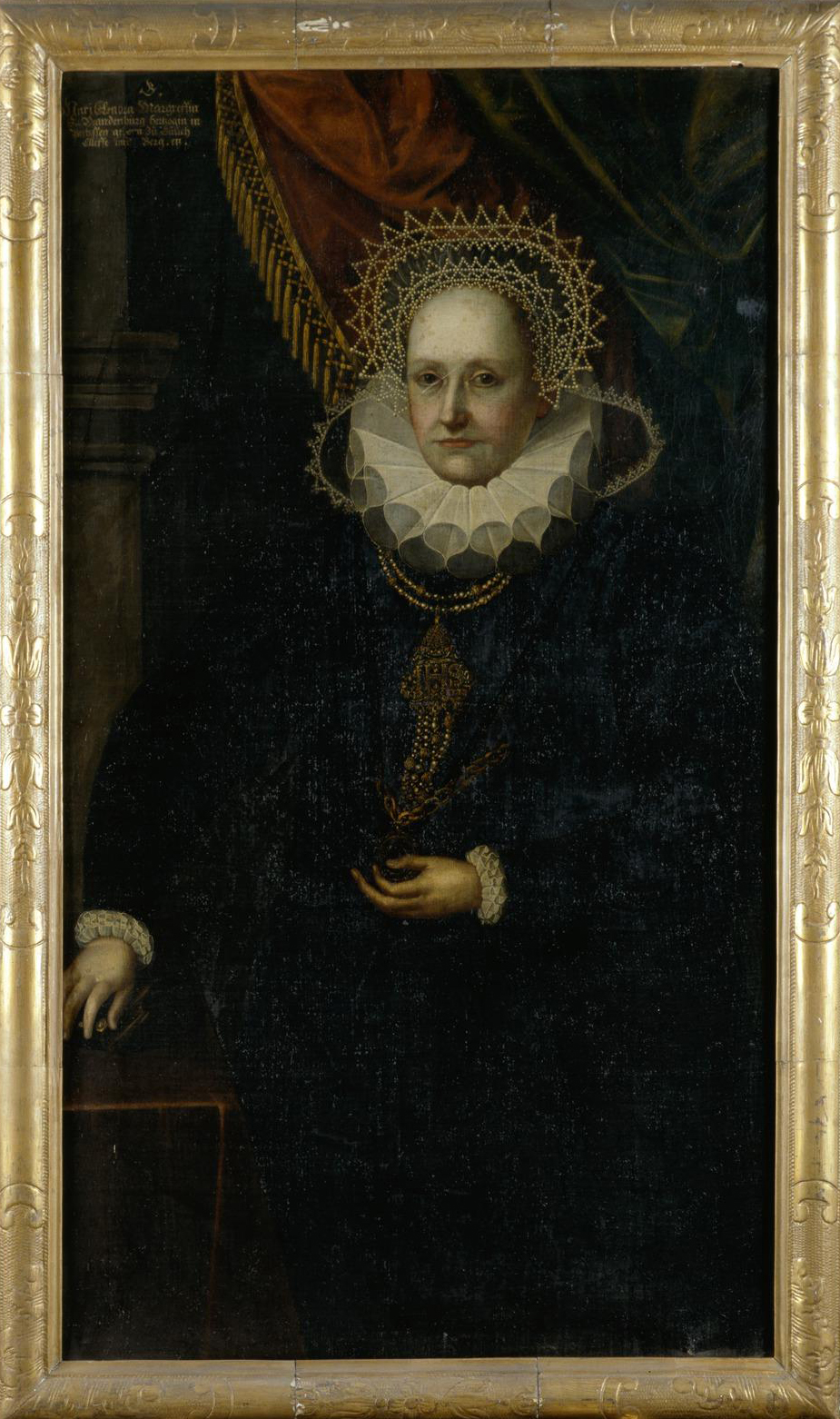
Maria Eleonora van Gulik.

Maria Eleonora van Gulik-Kleef-Berg (Kleef, 16 juni 1550 - Koningsbergen, 1 juni 1608) was van 1573 tot aan haar dood hertogin-gemalin van Pruisen. Ze behoorde tot het huis van der Mark.

## Levensloop
Maria Eleonora was de oudste dochter van hertog Willem van Gulik-Kleef-Berg uit diens huwelijk met Maria van Oostenrijk, dochter van keizer Ferdinand I van het Heilige Roomse Rijk.
Terwijl haar vader een hervormingsgezinde katholiek was, had Maria Eleonora al van jongs af aan ferme lutherse sympathieën. Haar vader vreesde dat Maria Eleonora haar jongere zussen zou beïnvloeden met haar religieuze visie en wilde haar zo snel als mogelijk uithuwelijken aan een lutherse prins, zodat ze zijn domeinen zou verlaten. Uiteindelijk koos hij de mentaal onstabiele hertog Albrecht Frederik van Pruisen (1553-1618) als bruidegom. Het huwelijk vond plaats op 14 oktober 1573, waarna Maria Eleonora naar het lutherse Pruisen vertrok. 
In 1577 werd haar mentaal zieke echtgenoot onder het regentschap van zijn neef George Frederik I van Brandenburg-Ansbach geplaatst, wat haar positie aan het hof in Koningsbergen bemoeilijkte. In 1591 ging ze met haar dochters terug naar Gulik-Kleef-Berg, waar ze bleef tot aan de dood van haar vader een jaar later. Maria Eleonora huwelijkte haar dochters uit aan Duitse vorsten, om te vermijden dat de regentenraad van haar echtgenoot Poolse bruidegoms zouden kiezen. Door de huwelijken die ze arrangeerde kon Maria Eleonora ervoor zorgen dat de verenigde hertogdommen Gulik-Kleef-Berg na de dood van haar broer Johan Willem deels in handen kwam van Brandenburg.
Maria Eleonora overleed in juni 1608, twee weken voor haar 58ste verjaardag.

## Nakomelingen
Maria Eleonora en haar echtgenoot Albrecht Frederik kregen zeven kinderen:
- Anna (1576-1625), huwde in 1594 met keurvorst Johan Sigismund van Brandenburg
- Maria (1579-1649), huwde in 1604 met markgraaf Christiaan van Brandenburg-Bayreuth
- Albrecht Frederik (1580)
- Sophie (1582-1610), huwde in 1609 met Willem Kettler, hertog van Koerland
- Eleonora (1583-1607), huwde in 1603 met Joachim Frederik van Brandenburg
- Willem Frederik (1585-1586)
- Magdalena Sybille (1586-1659), huwde in 1607 met keurvorst Johan George I van Saksen